# Hôtel Forget
L’hôtel Forget est un hôtel particulier situé dans le Secteur sauvegardé de Riom, dans le Puy-de-Dôme

## Localisation
L'hôtel Forget est situé à Riom, 9 rue de la Caisse d'Épargne, dans le département du Puy-de-Dôme, région Auvergne-Rhône-Alpes.

## Historique
L'hôtel Forget se trouve en bordure du noyau primitif de Riom, qui devait correspondre à l'ancien enclos ecclésial de l'abbaye Saint-Amable, et au contact de l'agrandissement de la ville décidé par Alphonse de Poitiers, à partir de 1241, quand il fit de Riom la capitale administrative et judiciaire de son apanage de la Terre d'Auvergne.
Le noyau primitif de l'hôtel date du XIIIe siècle. Aucun document ne renseigne sur sa date de construction et sur sa fonction d'origine.
Au XVIIe siècle, l'hôtel appartient à Paul Forget, conseiller au Présidial. C'est lui qui aurait transformé le bâtiment initial en doublant sa largeur, en remplaçant l'ancien escalier par un escalier à vis hors œuvre et en divisant en hauteur la salle de l'étage. La façade sur rue a dû être refaite au XVIIIe siècle. Ces aménagements ont fait disparaître les dispositions d'origine sauf la charpente primitive.

## Protection
La totalité du logis sur rue, hormis les parties classées, mais y compris ses intérieurs avec leurs décors, comprenant les salons et les chambres à alcôve, a été inscrit au titre des monuments historiques le 26 mai 2003. La charpente de l'hôtel, ainsi que ses façades et ses toitures ont été classées au titre des monuments historiques le 27 mars 2006.